# 감나무
감나무(학명: Diospyros kaki)는 동아시아 온대의 특산종으로 중국의 중북부, 일본, 한국의 중부 이남에 널리 재배되는 과수, 활엽교목이다.
한국에는 일찍부터 재배되었으며 품질 좋은 재래종이 육성되었다. 일본은 재래종 외에 8세기경 중국에서 전래되었고, 지방종을 포함하여 800여 종의 품종이 있으며, 특히 단감은 일앙특유의 품종이다.

## 외형
높이는 6~14m이고 줄기의 겉껍질은 비늘 모양으로 갈라지며 작은가지에 갈색 털이 있다. 잎은 어긋나고 혁질이며 타원상 난형이다. 잎은 길이 7~17cm, 너비 4~10cm로서 톱니는 없고, 잎자루는 길이 5~13mm로서 털이 있다. 꽃은 양성 또는 단성이며, 5~6월에 황백색으로 잎겨드랑이에 달린다. 수꽃은 16개의 수술이 있으나 양성화에는 4~16개의 수술이 있다. 암꽃의 암술은 길이 15~18mm이고 암술대에 털이 있으며 길게 갈라지고 씨방은 8실이다. 열매는 난원형 또는 편구형이고 10월에 황홍색으로 익는다.
근연종에 돌감나무, 고욤나무가 있는데, 모두 감나무를 닮았으나 열매의 지름이 1-2cm로 작다. 재배품종의 대목으로 이용된다.

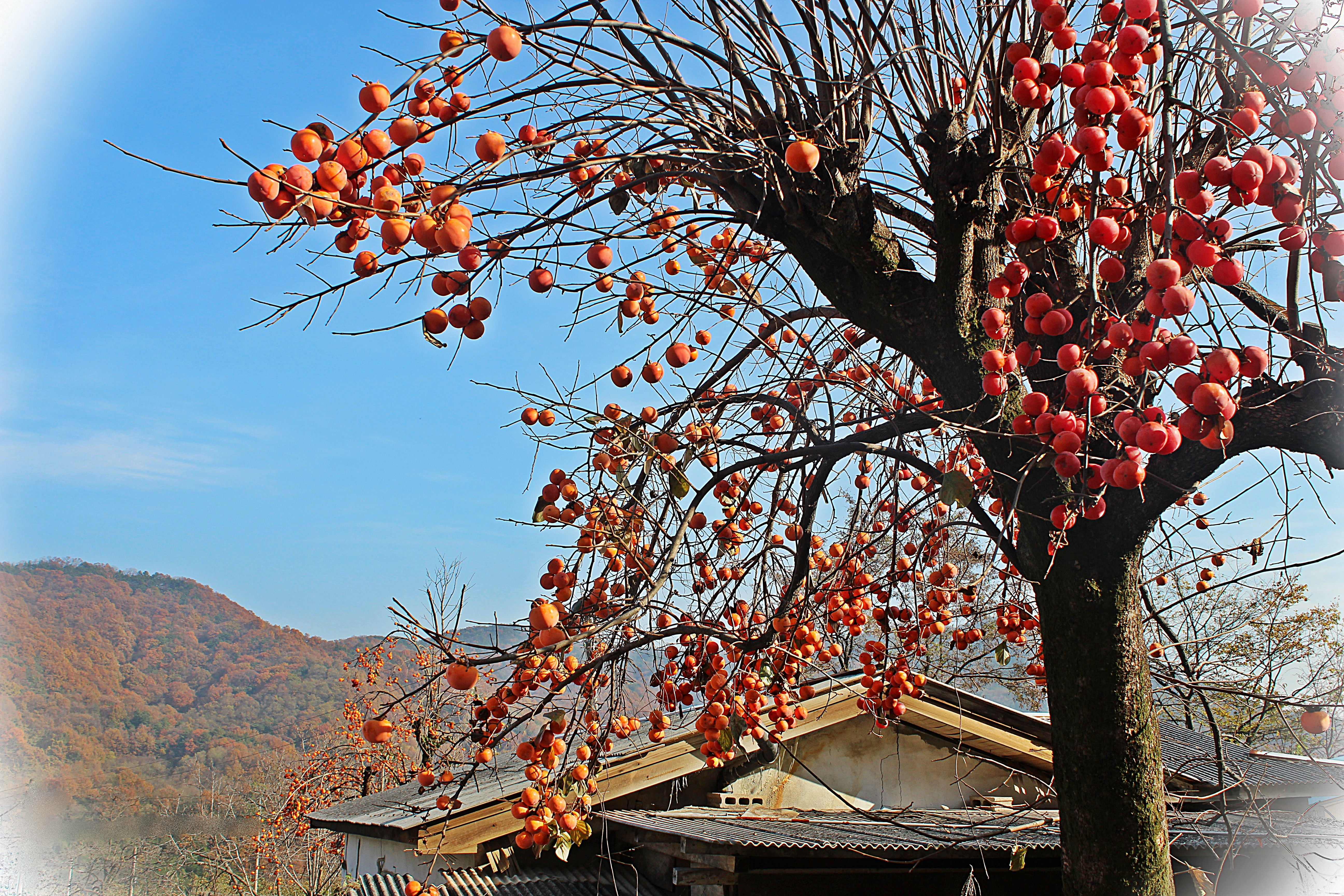
감나무 홍시

## 재배
연평균 기온 11~15°C, 열매가 성숙하는 9~10월의 평균기온 21~23°C가 생육에 가장 적합하다. 번식은 접목 또는 아접하는데, 씨를 뿌려 묘목을 만들면 열매가 크게 퇴화하므로 반드시 접목한다. 이때 대목으로는 감나무의 공대 또는 고욤나무가 쓰인다. 접목 뒤 활착이 잘 안 되는 경우에는 대목이 될 나무를 제자리에 옮겨 심고 그것이 활착되면 거기에 감나무를 접한다. 근관부에 쪼개접을 실시하는데 접을 붙이고 나면 접착 부위에 빗물이 스며들지 못하도록 짚으로 고깔을 만들어 씌운다. 또 감나무는 해거리를 하므로 이를 방지하기 위해 감나무 줄기에 상처를 내준다. 이것은 지상부 체내의 탄질소율을 조절하기 위한 것이다.

## 이용
감의 떫은 맛을 빼는 데는 35%의 알코올을 감에 분무하였다가 철통이나 비닐주머니에 5~10일간 밀폐하는 알코올 탈삽법, 45°C의 온탕에 담그고 물이 식지 않게 하여 15~24시간 보관하는 온탕법, 액화 탄산 가스나 드라이아이스를 이용하는 가스 탈삽법 등이 있다.
떫은 감의 미숙과를 으깨어 통에 넣고 10일 정도 두어서 발효시켜 걸러낸 것을 시삽이라 하여 칠기의 밑칠이나 어망의 염색에 사용하다. 감나무 목재의 검은 속재목을 흑시라 하여 고급 가구재에 이용한다.
감잎은 비타민 C가 풍부한 차로 애용되며 고혈압증의 치료에도 효과가 있다. 한방에서 감꼭지를 딸꾹질·구토·야뇨증 등에 달여서 복용하게 한다. 곶감은 해소·토혈·객혈·이질의 치료에 쓰이고 곶감의 시설은 진해·거담의 효능이 있고 자양 식품으로 쓰인다.

## 문화속의 감나무
감나무는 7덕과 5절이 있다고 하는데, 7덕이라 함은 수명이 길고, 그늘이 짙으며, 새가 둥지를 틀지 않고, 벌레가 생기지 않으며, 가을 단풍이 아름답고, 열매가 맛이 있으며, 낙엽은 훌륭한 거름이 된다 함이요, 5절이라 함은 잎이 넓어 글씨 연습하기 좋아 문이 있고, 나무가 단단하여 화살촉 재료가 되기에 무가 있으며, 열매가 겉과 속이 똑같이 붉어 표리가 같으므로 충이 있고, 홍시는 노인들도 먹을 수 있으므로 효가 있으며, 서리 내리는 늦가을까지 열매가 가지에 달려 있으므로 절이 있다 함이다. (박영하, 우리나라 나무이야기, 282쪽, 2004년 이비컴)

## 같이 보기
- 고욤나무

## 참고 문헌
1. ↑  국립생물자원관. “감나무”. 《한반도의 생물다양성》. 대한민국 환경부.